# Caso Dominion Voting Systems contra Fox News Network
Dominion Voting Systems v. Fox News Network (coloquialmente Dominion contra Fox) fue una demanda por difamación presentada en marzo de 2021 por Dominion Voting Systems contra Fox News y su matriz Fox Corporation. Dominion reclamaba $1600 millones en daños alegando que varios de los presentadores e invitados de los programas de Fox hicieron afirmaciones falsas de que las máquinas de votación de Dominion habían sido manipuladas para robarle las elecciones presidenciales de Estados Unidos de 2020 al entonces presidente Donald Trump. Fox News argumentó que estaba reportando "opinión pura" respecto a lo que otros decían de modo que estaba protegida por la Primera Enmienda de la Constitución y el precedente del caso New York Times contra Sullivan.
Dominion se centró en las acusaciones realizadas entre noviembre de 2020 y enero de 2021 por los presentadores Maria Bartiromo, Tucker Carlson, Lou Dobbs, Sean Hannity y Jeanine Pirro. Los invitados que aparecían a menudo con estos anfitriones incluían a los abogados de Trump, Rudy Giuliani y Sidney Powell, quienes también fueron demandados individualmente por Dominion en un tribunal federal. Durante el descubrimiento previo al juicio se publicaron comunicaciones internas de Fox News que indicaban que los anfitriones prominentes y los altos ejecutivos de la cadena sabían que estaban publicando mentiras, pero continuaron haciéndolo para retener a los televidentes por razones financieras.
En un juicio sumario del 31 de marzo de 2023 el juez del Tribunal Superior de Delaware, Eric M. Davis, dictaminó que ninguna de las declaraciones que hizo Fox News sobre Dominion era verdadera y ordenó un juicio para determinar si la cadena había actuado con real malicia. Se esperaba que varias personalidades destacadas de Fox News y altos ejecutivos testificaran en el juicio.
El 18 de abril, cuando las declaraciones de apertura estaban a punto de comenzar, las partes llegaron a un acuerdo en el cual Fox News pagaría a Dominion $787.5 millones.

## Contexto
Después de la derrota de Trump en las elecciones presidenciales de 2020, la presentadora de Fox News, Jeanine Pirro, promovió acusaciones sin fundamento en su programa de que Dominion y su competidor Smartmatic habían conspirado para manipular las elecciones contra Trump. Los presentadores Lou Dobbs y Maria Bartiromo también promovieron las acusaciones en sus programas en la cadena hermana Fox Business.
En diciembre de 2020, Smartmatic envió una carta a Fox News exigiendo retractaciones y amenazando con emprender acciones legales, especificando que las retractaciones "deben publicarse en múltiples ocasiones" para "igualar la atención y la audiencia objetivo con las publicaciones difamatorias originales". Días después cada uno de los tres programas transmitió el mismo segmento de video de tres minutos que consistía en una entrevista con un experto en tecnología electoral que refutó las acusaciones promovidas por los presentadores, respondiendo a las preguntas de un hombre invisible y no identificado. Ninguno de los tres anfitriones emitió retractaciones personalmente. 
Smartmatic presentó una demanda por difamación de $2700 millones contra la cadena, los tres anfitriones, la abogada de campaña de Trump, Sidney Powell y el abogado personal de Trump, Rudy Giuliani en febrero de 2021. En un escrito judicial de abril de 2021 que buscaba la desestimación de la demanda el abogado de Fox, Paul Clement argumentó que la red simplemente estaba "informando sobre las acusaciones hechas por un presidente en ejercicio y sus abogados".
A marzo de 2023 la demanda de Smartmatic sigue en trámite.

## Demanda

### Presentación
En diciembre de 2020, Dominion envió una carta similar a la de Smartmatic exigiendo retractaciones a la abogada de Trump, Sidney Powell, quien había promovido las acusaciones en los programas de Fox. El 26 de marzo de 2021 Dominion presentó una demanda por $1600 millones contra Fox News, alegando que Fox y algunos de sus expertos difundieron teorías de conspiración sobre Dominion y permitieron que invitados hicieran declaraciones falsas sobre la compañía. El 18 de mayo de 2021 Fox presentó una moción para desestimar la demanda citando el derecho de la Primera Enmienda "a informar al público sobre las acusaciones de interés periodístico de suma importancia para el público". La moción de desestimación fue denegada el 16 de diciembre de 2021 por Davis. Además de Bartiromo, Dobbs y Pirro, la demanda también nombraba a los presentadores de horario estelar Tucker Carlson y Sean Hannity.
Dominion se centró en las denuncias realizadas entre noviembre de 2020 y enero de 2021 por Maria Bartiromo en su programa Sunday Morning Futures with Maria Bartiromo y Fox & Friends; por Carlson en Tucker Carlson Tonight; por Dobbs en Lou Dobbs Tonight y su cuenta de Twitter; por Hannity en Hannity; y por Pirro en Justice with Judge Jeanine. Los invitados que aparecían a menudo durante estos segmentos incluían a Rudy Giuliani y Sidney Powell. 
Dominion estuvo representado por los bufetes de abogados Clare Locke, Farnan LLP y Susman Godfrey. Fox contrató a Clement & Murphy, DLA Piper, Ellis George Cipollone, Lehotsky Keller, Richards Layton & Finger y Winston & Strawn.
En junio de 2022 Davis nuevamente se negó a desestimar la demanda de Dominion contra Fox News y también permitió que Dominion demandara a la empresa matriz de la cadena, Fox Corporation. Davis dictaminó que el presidente de Fox Corporation, Rupert Murdoch, y el director ejecutivo, Lachlan Murdoch, pudieron haber actuado con real malicia porque había una inferencia razonable de que "o sabían que Dominion no había manipulado las elecciones o al menos ignoraron la verdad de manera imprudente cuando supuestamente hicieron que Fox News propagara sus afirmaciones sobre Dominion". El juez destacó un informe de que Rupert Murdoch habló con Trump unos días después de las elecciones y le informó que había perdido las elecciones.

### Fase de descubrimiento
The New York Times informó en diciembre de 2022 que Dominion había adquirido comunicaciones entre ejecutivos y presentadores de Fox News, y entre un empleado de Fox Corporation y la Casa Blanca de Trump, que demostraban que sabían que lo que informaba la cadena no era cierto. Los abogados de Dominion dijeron que los anfitriones Sean Hannity y Tucker Carlson, y los ejecutivos de Fox, dieron fe de esto en declaraciones juradas. En noviembre de 2020 Sidney Powell apareció en Hannity y afirmó que las máquinas de Dominion habían sido manipuladas, pero Sean Hannity dijo en su declaración: "No lo creí ni por un segundo".
Documentos de Dominion a la Corte con fecha de febrero de 2023 mostraban que los presentadores del horario estelar de Fox News se enviaban mensajes para insultar y burlarse de los asesores de Trump, lo que indicaba que sabían que las acusaciones hechas por Powell y Giuliani eran falsas. Rupert Murdoch envió un mensaje diciendo que las afirmaciones de fraude electoral de Trump eran "cosas realmente locas", y le dijo a la directora ejecutiva de Fox News, Suzanne Scott, que eran "cosas terribles que dañaban a todos, me temo". A medida que se acercaba la segunda vuelta de las elecciones de enero de 2021 en Georgia que determinaría el partido que controlaría el Senado, Murdoch le dijo a Scott: "Trump aceptará la derrota eventualmente y deberíamos concentrarnos en Georgia, ayudando en todo lo que podamos".
El 13 de agosto de 2022 The New York Times publicó que no había habido ningún movimiento hacia un acuerdo amistoso por parte de Dominion o Fox, y que ambos "están metidos en la fase de descubrimiento de documentos, revisando años de correos electrónicos y mensajes de texto del otro, y tomando declaraciones". El diario informó que sus fuentes esperaban que Rupert y Lachlan Murdoch, quienes poseen y controlan Fox Corporation, tuvieran que sentarse a declarar ese mismo mes. Citando fuentes en Fox News hablando bajo condición de anonimato, el Times informó que los presentadores y los ejecutivos se habían estado preparando para las declaraciones y se habían visto obligados a entregar meses de correos electrónicos privados y mensajes de texto a Dominion. Entre el personal actual y anterior de Fox que dio o estaba dispuesto a rendir declaraciones estaban Steve Doocy, Dana Perino y Shepard Smith.
Las fuentes también le dijeron al Times que Dominion se estaba enfocando en la reacción de Lachlan Murdoch ante la ira desatada del presidente Trump luego que la cadena declarara que Joe Biden había ganado en el estado de Arizona, con el fin de demostrar que Murdoch estaba "en la sala cuando se tomaban las decisiones sobre la cobertura de las elecciones". Los relatos sostienen que Murdoch no presionó a nadie para que Fox se retractara de haber otorgado a Biden la victoria en Arizona, pero "sí hizo preguntas detalladas sobre el proceso que los analistas electorales de Fox habían utilizado después de que la decisión se volviera tan polémica".
Aunque Fox continuó afirmando que cualquier declaración hecha al aire estaba cubierta por la Primera Enmienda de la Constitución y, como tal, no podía considerarse difamación, el Times informó que "Fox también ha estado buscando evidencia que podría, en efecto, probar que las teorías de conspiración sobre Dominion no eran realmente teorías de conspiración". Después de que surgieran acusaciones de que el presidente venezolano Hugo Chávez —quien murió en 2013— estaba involucrado en la manipulación de las máquinas de votación, los abogados de Fox pidieron a Dominion que entregara cualquier comunicación interna de más de una década que incluyera cualquiera de las palabras "Hugo", "Chávez", "manipulado", "puerta trasera", "robado" o "Trump". La contratación de Dan K. Webb por parte de Fox en el verano de 2022 fue vista como "una señal de que los ejecutivos creen que han aumentado las posibilidades de que el caso vaya a juicio".
El 31 de agosto de 2022 Hannity fue interrogada por los abogados de Dominion. The New York Times recordó que en la mayoría de los casos de difamación los acuerdos se alcanzan antes de que se tomen declaraciones. Como ejemplo, señalaron cómo Fox News había conciliado en 2020 después de que los padres de Seth Rich demandaron debido a que Hannity y otro personal de Fox intentó vincular su muerte con un correo electrónico pirateado. En ese caso Fox llegó a un acuerdo antes de que Hannity fuera sometido a deposición. Esta circunstancia se tomó como una prueba más de que ambas partes anticiparon que el caso iría a juicio.
A principios de diciembre de 2022 el Tribunal Superior de Delaware notificó que Lachlan Murdoch sería interrogado bajo juramento en un bufete de abogados de Los Ángeles. La deposición estaba programada para comenzar el 5 de diciembre y "continuará día a día (excepto domingos y festivos) hasta completarse, salvo pacto en contrario". También a principios de diciembre de 2022 el Tribunal Superior de Delaware notificó que Rupert Murdoch sería interrogado bajo juramento los días 13 y 14 de diciembre a través de una videoconferencia. Anteriormente los abogados de Fox habían declarado que cualquier esfuerzo por deponer a los Murdoch y ponerlos en el centro del caso sería simplemente una "expedición de pesca infructuosa".

### Mociones
El 16 de febrero de 2023 Dominion Voting Systems presentó una moción de juicio sumario contra Fox News, con docenas de comunicaciones internas enviadas durante los meses posteriores a las elecciones presidenciales de 2020. Dichas comunicaciones mostraban a varios presentadores destacados de la cadena y altos ejecutivos, incluido el presidente Rupert Murdoch y la directora ejecutiva Suzanne Scott discutiendo su conocimiento de que las acusaciones de fraude electoral que estaban replicando eran falsas. Las comunicaciones mostraban su preocupación de que si no continuaban informando esas falsedades, los televidentes se alienarían y cambiarían a redes conservadoras rivales como Newsmax y OANN, lo que afectaría la rentabilidad corporativa.
Los textos internos y otras pruebas obtenidas en la fase de descubrimiento contra Fox revelaron que Tucker Carlson dudaba en privado de las afirmaciones falsas de que las elecciones de 2020 fueron robadas y que se burló de los asesores de Trump, incluidos Rudy Giuliani y Sydney Powell. Carlson le envió un mensaje de texto a Laura Ingraham en el que decía: "Por cierto, Sidney Powell está mintiendo. La atrapé. Es una locura" y "Nuestros espectadores son buenas personas y lo creen". Carlson envió un mensaje de texto a Sean Hannity diciendo que la corresponsal de Fox News en la Casa Blanca, Jacqui Heinrich, debería ser despedida por tuitear una verificación de hechos sobre las afirmaciones falsas que Trump hizo sobre Dominion. Carlson escribió: "Por favor, haz que la despidan. En serio... ¿Qué carajo? Estoy realmente sorprendido... Tiene que parar de inmediato, esta noche. Está perjudicando considerablemente a la empresa. El precio de las acciones ha bajado. No es una broma", y dijo que "simplemente se volvió loco" hacia un ejecutivo de Fox por los reportes de Heinrich. Hannity respondió que ya había hablado con la directora ejecutiva de Fox News, Suzanne Scott. A la mañana siguiente, el tuit de Heinrich había sido eliminado.
A principios de 2023 Rupert Murdoch reconoció en una declaración que algunas personalidades de Fox News respaldaban afirmaciones de fraude electoral que sabían que eran falsas.
La exproductora de Fox, Abby Grossberg, presentó una demanda contra Fox News en marzo de 2023 alegando que los abogados de la cadena la habían presionado para que proporcionara un testimonio engañoso para implicarse ella y su mánager Bartiromo.

### Sentencia sumaria
El 31 de marzo de 2023 el juez del Tribunal Superior de Delaware, Eric Davis dictaminó en un juicio sumario que "está muy claro que ninguna de las declaraciones relacionadas con Dominion sobre las elecciones de 2020 es cierta" y ordenó que el caso fuera a juicio el 17 de abril para determinar si la cadena había actuado con real malicia. Davis rechazó la afirmación de Fox News de que el contenido en cuestión debía tratarse como "opinión pura" protegida por la Primera Enmienda y dictaminó que el contenido era o una afirmación de hechos o una "opinión mixta". Agregó que aunque el contenido fuera pura opinión, "las acusaciones de actividad delictiva, incluso en forma de opinión, no están protegidas constitucionalmente". Davis prohibió a Fox News invocar en el juicio el privilegio de informar imparcialmente que protege a los periodistas de eventuales responsabilidades por informar sobre lo que ven que otros dicen.
Dominion esperaba interrogar a varios anfitriones y ejecutivos destacados, a quienes Fox News dijo después que tenía "la intención de ponerlos a disposición" en el juicio. El juez Davis dijo el 5 de abril que no anularía una citación de Dominion para el testimonio de Rupert Murdoch, Lachlan Murdoch o Paul Ryan, quien es miembro de la junta de Fox Corporation. Además dictaminó que ningún testimonio durante el juicio debía mencionar el asalto al Capitolio del 6 de enero de 2021, calificándolo como "un problema realmente grande del que se debe mantener lejanía" y señalando que solo una de las transmisiones difamatorias había ocurrido después de esa fecha. "No veo los hechos del 6 de enero como relevantes en este caso", dijo, y agregó: "Sé que probablemente sorprenda a todos". Sin embargo, Davis dijo que se podría preguntar a los testigos sobre las decisiones estratégicas tomadas después del ataque.
Davis también prohibió a Fox News decirle al jurado que la cobertura de la cadena tenía valor noticioso, un argumento que Fox pretendía enfatizar, advirtiendo que si se mencionaba "tendría que decirle al jurado que el interés periodístico no es una defensa contra la difamación".
Los abogados de Dominion le dijeron a Davis que se habían enterado de que Murdoch era un funcionario de Fox News, no solo de Fox Corporation como los abogados de Fox les habían hecho creer, lo que limitó el acceso de Dominion a sus documentos durante la fase de descubrimiento. Un abogado de Dominion dijo que "realmente afectó la forma en que litigamos este caso", y Davis dijo que pudo haberlo hecho tomar "una decisión completamente equivocada" cuando redujo el alcance del caso. Un abogado de Fox dijo que el título de Murdoch era simplemente honorífico. Davis dijo al día siguiente que planeaba nombrar a un encargado especial para investigar si Fox News le había mentido al tribunal para retener pruebas; Davis también sancionó a Fox permitiendo que Dominion interrogara testigos adicionales. En una carta del 14 de abril a Davis un abogado de Fox News se disculpó por el "malentendido" sobre el papel de Murdoch y dijo que Fox "nunca tuvo la intención de omitir información... de engañar a la corte o evadir la pregunta". Davis nombró al encargado especial el primer día del juicio.

## Juicio
El 13 de abril dio inicio la selección del jurado. El 16 de abril, la noche previa a la fecha prevista para el inicio del juicio, el juez Davis anunció un retraso de un día, sin más detalles, supuestamente tras pedir a las partes que trataran de llegar a un acuerdo. CNN informó más tarde que la demora fue para darle tiempo al veterano mediador Jerry Roscoe para intentar conciliar a un acuerdo.
El 18 de abril el juicio estaba programado para comenzar con las declaraciones iniciales, pero se retrasó nuevamente por última vez.
Las reglas estipulaban que a los reporteros en la sala del tribunal no se les permitiría acceder a Internet ni transmitir audio o video.

## Conciliación
Con el jurado sentado y los abogados a punto de hacer sus declaraciones de apertura, Davis anunció que Dominion y Fox News habían llegado a un acuerdo. Fox acordó pagarle a Dominion $787.5 millones, uno de los acuerdos más grandes jamás conocidos públicamente en un caso de difamación en Estados Unidos. Al momento del acuerdo Fox Corporation tenía $4100 millones de efectivo disponible. Deadline Hollywood informó que el pago sería deducible de impuestos para Fox.
Fox emitió un comunicado diciendo, en parte, "reconocemos las resoluciones de la Corte que encontraron ciertas afirmaciones sobre Dominion como falsas. Este acuerdo refleja el compromiso continuo de Fox con los más altos estándares periodísticos". El acuerdo no requirió que Fox News se disculpara por cualquier irregularidad en su programación.

## Reacciones y análisis

### Antes del acuerdo
El profesor de la Facultad de Derecho de la Universidad de Elon, Enrique Armijo, dijo que es "muy raro tener evidencia tan contemporánea del estado de ánimo de un acusado de difamación cuando se hacen las declaraciones". El abogado experto en la Primera Enmienda, Martin Garbus, le dijo al New York Times que "nunca ha habido un caso como este. Va a ser un momento dramático en la historia estadounidense".
Howard Kurtz, presentador del programa Media Buzz de Fox News, calificó el caso como "una gran prueba de la Primera Enmienda". Kurtz había dicho dos semanas antes a sus televidentes que la cadena no le permitiría discutir el caso.

### Después del acuerdo
La cobertura de Fox News sobre el acuerdo fue mínima en comparación con la de otros importantes medios de comunicación.